# Ільсфельд
Ільсфельд (нім. Ilsfeld) — громада в Німеччині, знаходиться в землі Баден-Вюртемберг. Підпорядковується адміністративному округу Штутгарт. Входить до складу району Гайльбронн.
Площа — 26,51 км2. Населення становить 9579 ос. (станом на 31 грудня 2020).